# بادبند
بادبند یا مهاربند، (به انگلیسی: Cross bracing) اعضا کششی وفشاری هستند که برای مقابله با نیروهای جانبی در نظرگرفته می شوند که در سازه‌های فلزی برای انتقال نیروی زلزله به پی ساختمان از آن استفاده می‌شود.

## انواع
بادبندها انواع مختلفی دارند از جمله:
۱ - بادبندهای همگرا (شامل)
- بادبند ضربدری
- بادبند کا شکل
- بادبند وی شکل و هشتی

۲ - باد بندهای واگرا (بادبندهایی که اعضا در جایی بجز گره متقاطعند)
در سازه‌های بتنی به جای بادبند از دیوار برشی برای انتقال نیروی برشی زلزله به پی استفاده می‌گردد.

### مهاربندها
بادبندها باعث ایجاد سختی مناسبی در سازه می‌شوند، و چیدمان آن‌ها در پلان سازه تعیین‌کننده مرکز سختی سازه می‌باشد. این اعضا با نیروی کششی طراحی می‌شوند و با نیرو فشاری که سبب کمانش مهاربند می‌شوند کنترل می‌شود.
رفتار بادبندها در زلزله بسیار حائز اهمیت است.